# Грип, Мориц Биргерссон
Мориц Биргерссон Грип (швед. Morits Birgersson Grip% 1547 — 7 мая 1591, Виллнэс) — шведский аристократ, придворный, член риксрода, фрайхерр Винеса и Тернё. Сын Биргера Нильссона Грипа. Один из последних мужских представителей дворянского рода Грипов.

## Биография
В молодости Мориц Биргерссон Грип был придворным, гоф-юнкером короля Юхана III (он упоминается в этом качестве под 1575 и 1576 годами).
31 марта 1585 года он был назначен губернатором Хаапсалу (Хапсаля).
В 1587 году Грип был главным магистром герцога Сигизмунда (будущего Сигизмунда III), в 1589 году входил в риксрод и присутствовал на совете в Ревеле. После того, как он вместе с другими советниками самовольно покинул заседание, ему пришлось подписать унизительное письмо королю с извинениями за своё поведение.
В конце 1590 года Мориц Биргерссон был назначен командующим шведскими войсками в Ливонии. В начале 1591 года он совершил набег на русские земли, который закончился гибелью большей части отряда Морица Биргерссона от холода. Юхан III считал, что поражение связано с изменой Грипа из-за ревельских событий и обвинил командующего в том, что он не отложил военный поход на более подходящее время. Затем Грип попросил об отставке, которую король не предоставил. Мориц Биргерссон умер вскоре после этого, 7 мая 1591 года. Его единственной наследницей осталась его дочь Эбба Грип.